# The Devil's Holiday
The Devil's Holiday er en amerikansk dramafilm fra 1930, instrueret af Edmund Goulding og udgivet af Metro-Goldwyn-Mayer.
Manuskriptet blev skrevet af Goulding og havde Nancy Carroll, Phillips Holmes, ZaSu Pitts, James Kirkwood, Sr., Hobart Bosworth, og Ned Sparks på rollelisten.
Nancy Carroll blev nomineret til en Oscar for bedste kvindelige hovedrolle for sin præstation i filmen.

## Eksterne Henvisninger
- The Devil's Holiday på Internet Movie Database (engelsk)
- The Devil's Holiday i Svensk Filmdatabas (svensk)
- The Devil's Holiday på AlloCiné (fransk)
- The Devil's Holiday på MovieMeter (nederlandsk)
- The Devil's Holiday på AllMovie (engelsk)
- The Devil's Holiday hos American Film Institute (engelsk)
- The Devil's Holiday på The Movie Database (engelsk)
- The Devil's Holiday på Rotten Tomatoes (engelsk)
- The Devil's Holiday på Filmaffinity (engelsk)